# Antiker Roman
Der antike Roman, insbesondere der der Griechen, stellt eine eigene literarische Gattung dar. Die ersten griechischen romanartigen Texte entstanden im späten 4. Jahrhundert v. Chr. mit dem Beginn des Hellenismus. Aus der Reihe bekannter Werke (siehe die Liste antiker Romane) gibt es nur fünf vollständig überlieferte Erzählungen, die die heutige Forschung zum antiken griechischen Roman zählt. 
Das älteste überlieferte Beispiel der Gattung ist ein auf zwei Papyrus-Fragmenten (Papyrus Berolinum 6926 R und PSI 1305) erhaltener Roman, der die Liebe von Ninos und Semiramis zum Inhalt hat und aus dem 2. oder 1. Jahrhundert v. Chr. stammt.

## Definition und Abgrenzung
Im beginnenden Hellenismus des späten 4. Jahrhunderts v. Chr. entstanden in Griechenland die ersten Schriften, die als Vorläufer des Romans gelten. Auch im antiken Rom entstanden Schriften, die man dieser Literaturgattung zuordnet, die im Folgenden keine Berücksichtigung finden. 
Allerdings gab es in der Antike den Begriff „Roman“ noch nicht, eine Kategorie, zu der man diese fiktiven Werke zählte, fehlte. Der Romanbegriff kam zum ersten Mal im Mittelalter auf, wurde aber erst im Laufe des 18. Jahrhunderts etabliert, als erste Diskussionen über den Gattungsbegriff und die Romandefinitionen geführt wurden. Daher bezeichnet man heute das literarische romanhafte Erzählen der Antike retrospektiv als „antiken Roman“. 
Wie der moderne Roman grenzt sich auch der antike Roman als eigene Klasse der Literatur durch Erzählart, Motive und Stil von anderen literarischen Produkten, wie historiographischen Werken, Epos, abenteuerlichen Reiseerzählungen und Liebeslyrik, ab.

### Forschungsgeschichte
Zum Ursprung und den Vorläufern des antiken griechischen Romans wurden verschiedene Thesen aufgestellt. Ende des 19. Jahrhunderts entwickelte Erwin Rohde eine erste These, nach der die Romanerzählungen auf hellenistischen Reiseerzählungen und Liebesdichtungen basierten. Die heutige Forschung geht davon aus, dass diese These aus chronologischen Gründen nicht aufrechtzuerhalten ist. Eine weitere, in der modernen Forschung weitgehend abgelehnte These stellte im Jahr 1896 Eduard Schwartz auf. Er sah den Ursprung des Romans in der Geschichtsschreibung, in historiographischen Werken.
Nach neueren Forschungsansätzen ist der Roman vielmehr der „eigentliche Erbe des Epos“. Homers Epen Odyssee und Ilias gelten daher als das konkrete Vorbild des Romans, ebenso wie sie anerkanntermaßen den Ausgangspunkt des literarischen Schaffens der Antike überhaupt bildeten. So entnahmen „die Romanautoren […] einige ihrer Motive aus Homer“ und spielten häufig „auf Personen oder Situationen aus dem Epos an“. Selbst Elemente der Erzähltechnik, etwa Vorspann und parallele Handlungsstränge, seien in den verschiedenen Romanen von Homer übernommen worden.

### Der Roman als historische Quelle
Die Romane sind fiktive, literarische Werke, keine Erzählungen historischer Begebenheiten und keine Lieferanten ereignisgeschichtlicher Fakten. Dennoch lassen sich aus den Romanen bestimmte Aussagen über die griechische Antike ableiten, vor allem zu sozialen, gesellschaftlichen und kulturellen Fragestellungen. Als Beispiele sind zu nennen: Rolle und Stellung der Sklaven innerhalb der Gesellschaft, Fragen zu Götterglaube, Religion und Mythologie, aber auch zu Aspekten der Homosexualität in der Antike.

### Zeitgenössische Rezipienten
Aussagen über die tatsächlichen Leser oder Lesergruppen der Romane sind auf Grund der zeitlichen Distanz schwierig. Die Forschung geht heute davon aus, dass Romane der Unterhaltung dienten, dass sie selbst als Lektüre gelesen wurden oder man die Erzählungen dem Publikum vorlas.  
Die Rezipienten gehörten mit großer Wahrscheinlichkeit einer höher gebildeten Gesellschaftsschicht an, die Zeit und Interesse an diesen Werken hatte. Das spricht für einen vorgebildeten und interessierten Leser. Außerdem war die Anschaffung der umfangreichen Bücher auch eine finanzielle Frage.
Der Kreis der Leser lässt sich dahingehend eingrenzen, dass sich die Romane vor allem an ein weibliches Publikum zu wenden schienen. In der Forschung gibt es sogar die bisher unbewiesene Hypothese, dass es sich bei den Verfassern der Romane um Autorinnen handeln könnte, die unter männlichem Pseudonym ihre Geschichten verfassten.

## Gemeinsame Motive
Die antiken Romane folgen alle einem bestimmten Grundmuster, welches jedoch modifiziert werden und somit von anderen Romanen abweichen kann. Gemeinsames Grundmuster der Liebesromane ist beispielsweise die Trennung der Liebenden, ihre gegenseitige Suche und schließlich die Wiedervereinigung der beiden Protagonisten.
Bestimmte Motive ziehen sich durch die Handlung der Romane. So schwören sich in Liebesromanen beide Protagonisten anfangs Liebe und Treue. Diese Treue wird dann im weiteren Handlungsverlauf auf die Probe gestellt und muss Prüfungen standhalten. Jedoch werden die Liebenden nie in ihrer Liebe voneinander getrennt, sondern lediglich äußeren Gefahrensituationen ausgesetzt. In Achilleus Tatios’ „Leukippe und Kleitophon“ gibt Kleitophon die Liebe zu Leukippe nicht auf, obwohl er sie tot glaubt.
Ein Hauptmotiv des antiken Romans ist das Reisen, also der Wechsel des Schauplatzes. In Longos’ „Daphnis und Chloe“ liegt dieses Motiv modifiziert vor: Es werden keine geographischen Veränderungen beschrieben, sondern eine Veränderung nach sozialem Status.
Während ihrer Reisen geraten die Protagonisten mehrmals in Gefangenschaft und werden oft auch noch versklavt. In ihrer Gefangenschaft begegnen Held und Heldin dem Hindernis anderer Bewerber, welche sich sofort in einen der beiden verlieben. So trifft Theagenes in Heliodors „Aithiopiká“ beispielsweise während seines Aufenthalts in Memphis auf Arsake, die Frau des Statthalters. Als Arsake klar wird, dass ihr Theagenes nicht nachgeben wird und seiner Geliebten, Charikleia, treu bleibt, lässt sie ihn foltern und versucht, Charikleia zu beseitigen. Die Rache der abgelehnten – und nun erzürnten – Bewerber ist ebenfalls ein häufiges Motiv der Romane.
In jedem Roman finden sich die Liebenden am Ende der Geschichte wieder; oft wird der Wiedervereinigung eine Hochzeit angeschlossen.

„Dann fuhren sie im Schein der Fackeln, beim Klang der Flöten und Pfeifen nach Meroë, (...) begleitet von Jubelrufen, Händeklatschen und Tänzen. Die eigentliche Hochzeit sollte mit noch weit größerem Aufwand in der Stadt gefeiert werden.“

Die Protagonisten in den Romanen verkörpern Werte und Ideale. Es verbindet sie göttliche Schönheit – beide werden oft mit Superlativen beschrieben –, Unschuld und Treue. Eine Ausnahme bildet Charitons „Chaireas und Kallirrhoe“ insofern, als sie zunächst Dionysios heiratet und nicht den Romanhelden Chaireas. Allerdings wird sie zu dieser Entscheidung gezwungen, da sie ein Kind von Chaireas erwartet und es gut aufziehen will.
Auch wenn die Helden als eine Art personifizierte Vollkommenheit auftreten, sind es doch die Nebencharaktere, die die Handlung vorantreiben. Sie sind meist komplexer aufgebaut, nicht schuldlos, aber dadurch menschlicher, realistischer.
Wenn sich die Protagonisten am Anfang der Romane ineinander verlieben, scheinen sie Folgen einer Krankheit oder Verletzung aufzuweisen. So verliert beispielsweise Habrokomes in Xenophons von Ephesos Die Waffen des Eros an Schönheit. In Daphnis und Chloe, wenn das sexuelle Begehren der beiden erweckt ist, aber nicht gestillt werden kann, folgt der kalte skythische Winter.
Bei all dem muss man berücksichtigen, dass die Auswahl und Tradierung der ganz erhaltenen Romane christlich geprägter Auswahl unterworfen waren und weite Teile der Romanliteratur, etwa die Babyloniaka des Iamblichos, fehlen, die sich anscheinend durch deutlich weniger gefällige Züge ausgezeichnet haben.

### Religiöse Aspekte
Die Handlung der Romane wird zumeist durch das Eingreifen einer Gottheit, durch Prophezeiungen oder Träume gesteuert. Die religiöse Thematik spielt im gesamten Verlauf immer wieder eine wichtige Rolle. So dienen die Protagonisten meist einer bestimmten Gottheit. 

„Als der Morgen kam, ging (...) das Mädchen zum gewohnten Dienst ihrer Göttin (Artemis).“

Besonders oft wird das Wirken der Tyche erwähnt, die die Protagonisten auf die Probe stellt. Durch das Eingreifen von Eros und Aphrodite, aufgrund dessen sich die Helden ineinander verlieben (z. B. in Die Waffen des Eros), lässt sich eine Verbindung zwischen Religion und Erotik herstellen.
Reinhold Merkelbach stellte die These auf, dass die Romane Hilfsmittel für die Mysterienkulte seien und die darin vorkommenden Reisen als Seelenwanderungen zu verstehen wären. Diese These wird von den meisten Wissenschaftlern heutzutage abgelehnt, unter anderem weil sich Merkelbach nur auf einen einzigen Roman stützt, nämlich die Aithiopika.

### Der geographische Rahmen
Die antiken Romane spielen sich größtenteils im östlichen Mittelmeerraum, der Levante, ab. Dennoch werden keine geographischen Zusammenhänge beschrieben, sondern lediglich Darstellungen von Orten. Kontrast bietet in diesem Zusammenhang das Stadt-Land-Gefälle. Die Dauer der Reisen wird nicht erwähnt.
Eine Ausnahme des geographischen Rahmens bildet auch hier wieder Daphnis und Chloe, ein Werk, das unter dem Einfluss der Bukolik steht, und dessen Handlung sich nur auf der Insel Lesbos zuträgt.

## Textausgaben und Übersetzungen
- Bernhard Kytzler (Hrsg.): Im Reiche des Eros. Sämtliche Liebes- und Abenteuerromane der Antike. 2 Bände. München 1983. (Deutsche Übersetzung)
- Susan A. Stephens, John J. Winkler (Hrsg.): Ancient Greek Novels. The Fragments. Princeton University Press, 1995, ISBN 0-691-06941-7 (Textausgabe mit Kommentar und englischer Übersetzung).